# روجر الثاني ملك صقلية
روجر الثاني أو رجار المعتز بالله أو روجر العظيم (بالإيطالية: Ruggero II؛ بالصقلية: Ruggeru II؛ باليونانية: Ρογέριος؛ 22 ديسمبر 1095 – 26 فبراير 1154)؛ كان ملك صقلية وأفريقيا، هو ابن روجر الأول كونت صقلية وأصبح خليفة أخيه سيمون، بدأ حكمه كونتًا لصقلية منذ 1105، ثم أصبح دوقًا لبوليا وكالابريا عام 1127، وأخيراً اعتبر أول ملك لصقلية منذ 1130، ثم أصبح ملكًا لأفريقيا عام 1148، وأيضا استخدم لقب ملك إيطاليا حتى 1135.

## خلفية
بحلول عام 999 وصل المغامرون النورمان إلى جنوب إيطاليا، وبحلول عام 1016 انخرطوا في السياسة المحلية المعقدة هُناك، حيث كان اللومبارديون يقاتلون الإمبراطورية البيزنطية المتوغلين في الجنوب، وبصفتهم مرتزقة قاتلوا أعداء المدن الإيطالية، أحيانًا في صف البيزنطيين وأحيانًا ضدهم، ولكن مع القرن التالي أصبحوا تدريجيًا حكامًا للكيانات السياسية الرئيسية جنوب روما.
حكم والده روجر الأول كونتية صقلية منذ وقت ولادة ابنه في ميليتو، كالابريا في عام 1095، كان ابن عمه روجر بورسا دوق بوليا وكالابريا، وابن عمه الآخر ريتشارد الثاني أمير كابوا، إلى جانب هؤلاء الحكام الثلاثة الرئيسيين كان هناك عدد كبير من الكونتات الصغيرة، الذين مارسوا السلطة السيادية فعليًا في مناطقهم الخاصة، كانت هذه الكونتات تدين بالولاء اسميًا على الأقل لأحد هؤلاء الحكام النورمان الثلاثة، ولكن هذا الولاء كان ضعيفًا في العادة وغالبًا ما يتم تجاهله.
عندما توفي روجر الأول عام 1101، أصبح ابنه الصغير سيمون كونتًا، وكانت والدتهما أديلايد الفاستية الوصية عليه، توفي سيمون بعد أربع سنوات عام 1105 عن عمر يناهز الثانية عشرة عاماً، ومع ذلك واصلت أديلايد الوصاية على ابنها روجر الصغير، إذ كان في التاسعة من عمره.

## حكم

### الصعود إلى السلطة في صقلية
عند وفاة شقيقه الأكبر سيمون في عام 1105، ورث روجر كونتية صقلية تحت وصاية والدته أديلايد وصهره روبرت البرغوني (المتوفي عام 1112)؛ نجل روبرت العجوز، وقد ساعدت والدته شخصيات بارزة مثل خرسدولس أمير باليرمو اليوناني، وفي عام 1109 منحه الإمبراطور البيزنطي ألكسيوس الأول كومنينوس لقب النبيل الشريف تقديرًا لمعرفته بالبلاط البيزنطي، وفي صيف عام 1110 التقى روجر مع الملك النرويجي سيجورد الصليبي الذي كان في طريقه إلى القدس، تشير القصة في المصادر الأيسلندية إلى أن سيجورد أطلق على روجر لقب ملك صقلية عليه قبل عشرين عامًا من حصول الأخير بالفعل على هذا اللقب.

جنوب إيطاليا عام 1112، بحيث تمثل جزيرة صقلية بداية حكمه.

وفي عام 1112 مع بلوغه سن السادسة عشرة عاماً بدأ روجر حكمه الفعلي مستقلاً، حيث تم تسميته "الآن فارس، والآن كونت صقلية وكالابريا" في وثيقة ميثاق المؤرخة في 12 يونيو 1112، وفي عام 1117 عادت والدته التي تزوجت من بلدوين الأول ملك بيت المقدس إلى صقلية، لأن بطريرك القدس أعلن بطلان الزواج، يبدو أن روجر قد شعر بالإهانة، وقد يفسر هذا تردده لاحقًا في المشاركة إلى الحروب الصليبية، تزوج روجر زوجته الأولى إلبيرة ابنة ألفونسو السادس ملك قشتالة وليون الذي تزوج لاحقًا من زوجته الرابعة إيزابيلا التي قد تكون محظيته السابقة زائدة التي عُمدت باسم إيزابيلا.
في عام 1122 عرض وليام الثاني دوق بوليا الذي كان يقاتل مع جوردان كونت أريانو تنازله عن مطالبه المتبقية بصقلية بالإضافة إلى جزء من كالابريا، في المقابل قدم روجر له 600 فارس والأموال لمساعدته في حملته ضد الكونت.

### الصعود إلى السلطة في جنوب إيطاليا
عندما توفي وليام الثاني البولي دون وريث في يوليو 1127، استولى روجر على جميع ممتلكات عائلة هوتفيل في شبه الجزيرة، بالإضافة إلى سيادة إمارة كابوا، التي كانت قد مُنحت اسميًا لبوليا قبل نحو ثلاثين عامًا، إلا أن البابا هونوريوس الثاني ورعايا الدوقية نفسها قاوموا اتحاد صقلية وبوليا.

#### التنصيب الملكي
كان الباباوات يشككون منذ فترة طويلة في نمو القوة النورمانية المتنامية في جنوب إيطاليا، وبديسمبر 1127 في كابوا بشر البابا بحملة صليبية ضد روجر، مما دفع إلى روبرت الثاني أمير كابوا وصهره رانولف الثاني كونت أليفي في الاصطفاف ضده، إلا أن التحالف فشل، وفي أغسطس 1128 نصب هونوريوس روجر في بينيفينتو دوقًا لبوليا، تراجعت المقاومة البارونية بدعم من المدن نابولي وباري وساليرنو ومدن أخرى كان هدفها الحرية المدنية. وفي سبتمبر 1129 تم الاعتراف بروجر بشكل عام كدوق لبوليا من قبل سرجيوس السابع دوق نابولي وروبرت الكابوي والبقية، فبدأ على الفور بفرض النظام في الدوقية، حيث كانت السلطة الدوقية تتلاشى منذ فترة طويلة.
عند وفاة البابا هونوريوس في فبراير 1130، كان هناك اثنان من المطالبين بالعرش البابوي، دعم روجر البابا المنافس أناكليتوس الثاني ضد المنتخب إنوسنت الثاني، وكانت المكافأة تاج الملكي، ففي 27 سبتمبر 1130 نصّب مرسوم أناكليتوس البابوي روجر ملكًا على صقلية، وتوّجه في باليرمو يوم عيد الميلاد عام 1130.

##### العباءة الملكية لروجر الثاني

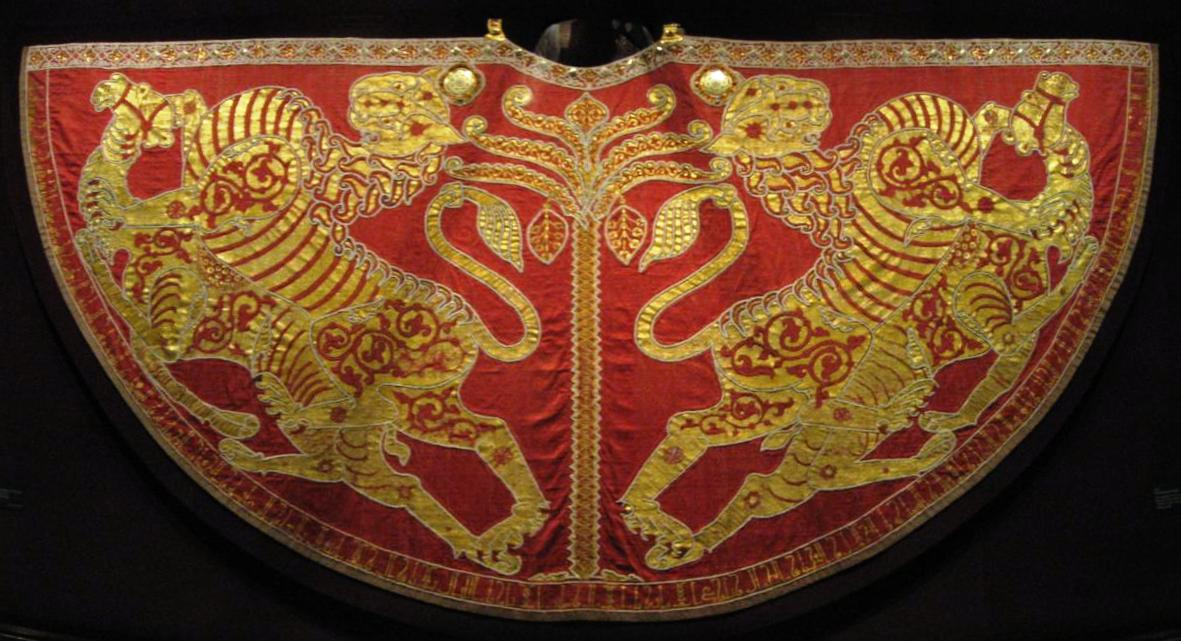
عباءة روجر الثاني الملكية

تحمل العباءة الملكية المزخرفة لروجر الثاني تاريخ سنة 528 هـ من التقويم الهجري الإسلامي (1133–1134)، ولذلك لا يُحتمل أنها استُخدمت في تتويجه، هذا العنصر الفاخر، المصنوع من أجل المناسبات الخاصة لإظهار القوة والمهابة، يُرجح أنه استُخدم كرمز لانتصار النورمان وسلالتهم الجديدة في صقلية. وقد استُخدمت لاحقًا كعباءة تتويج من قبل الأباطرة الرومان المقدسون وهي محفوظة الآن في الخزانة الإمبراطورية (Schatzkammer) في فيينا.
العباءة تعتبر مثال على تعدد الثقافات في بلاط النورمان وعلامة على التجارة في باليرمو، إنها قطعة فاخرة مصنوعة من حرير أحمر مستورد من الإمبراطورية البيزنطية، وفي حين الجزء الخارجي مزينة بتطريز ذهبي ولآلئ ومينا وجواهر، تُقسم بطانة العباءة إلى خمس أجزاء مصنوعة من ثلاثة أنواع مختلفة من الحرير، كلٌ منها منسوج بخيوط الذهب، مصدر اللآلئ هو الخليج العربي، وتزين الآلاف منها كل جزء من التطريز، كانت اللآلئ من الزخارف الشائعة في المنسوجات المتوسطية، وكما حظيت بتقدير كبير في أزياء الإمبراطورية البيزنطية، وكما ينسب التزيين بالمينا أيضًا إلى الإمبراطورية البيزنطية، حيث امتلكت العديد من الحرفيين المتخصصين في هذا النوع من الأعمال، ومن المحتمل أن يكون التطريز المُذْهب من صنع حرفيين مسلمين، نظرًا لوجود أشرطة طراز والنص العربي المكتوب بالخط الكوفي فيها، صُنعت هذه القطعة في ورشة ملكية خاصة مكرسة لصناعة منسوجات الطراز وغيرها من الملابس الملكية، وتعتبر واحدة من القِطع القليلة المتبقية من الملابس الملكية ذات الطراز الفاطمي المحفوظة بالكامل.
النقش المكتوب على شريط الطراز أسفل القطعة يقول: "هذا ما صُنع في الخزانة الأميرية، المملوءة بالحظ، والرفعة، والهيبة، والكمال، وطول البال، والتفوق، والترحيب، والازدهار، والسخاء، والبهاء، والفخر، والجمال، وتحقيق الرغبات والآمال، ولذة الأيام والليالي، بلا انقطاع ولا تغيير، من المجد، والتفاني، وصون الحماية، والحظ، والخلاص، والنصر، والقدرة، في عاصمة صقلية، في سنة 528 هـ. [1133–1134م]". صُنعت هذه العباءة لإظهار المكانة، وجلب الحظ الطيب، والتأكيد على القوة الملكية لروجر الثاني.
بالإضافة إلى زخرفتها الفاخرة ولونها الزاهية، تستخدم العباءة رموزًا بصرية واضحة تعكس سلطة روجر الثاني. يظهر ذلك في مشهد: أسدين رمزيين - يمثلان نبالة الملك القوي - يهاجمان جملين على جانبي العباءة مع نخلة في المركز ترمز إلى شجرة الحياة، وقد صُممت الأسود بأسلوب رمزي غير واقعي، مستندة إلى صور الكواكب والنجوم التي تتجلى في أشكال النجوم في رؤوسها، مما يعكس التأثير المتوسطي في المواد والتصميم، تعبر هذه الزخارف عن انتصار النورمان على القوى السابقة يُحتمل أن تكون السراسنة، رغم عدم وجود دليل واضح يربط الجمل بالعرب في المصادر الوسطى، بعض التفسيرات ترى أن الجمل يرمز إلى الحكم السيء الذي قُهر بواسطة الأسد كرمز للقوة والسلطة.

#### تمردات شبه الجزيرة

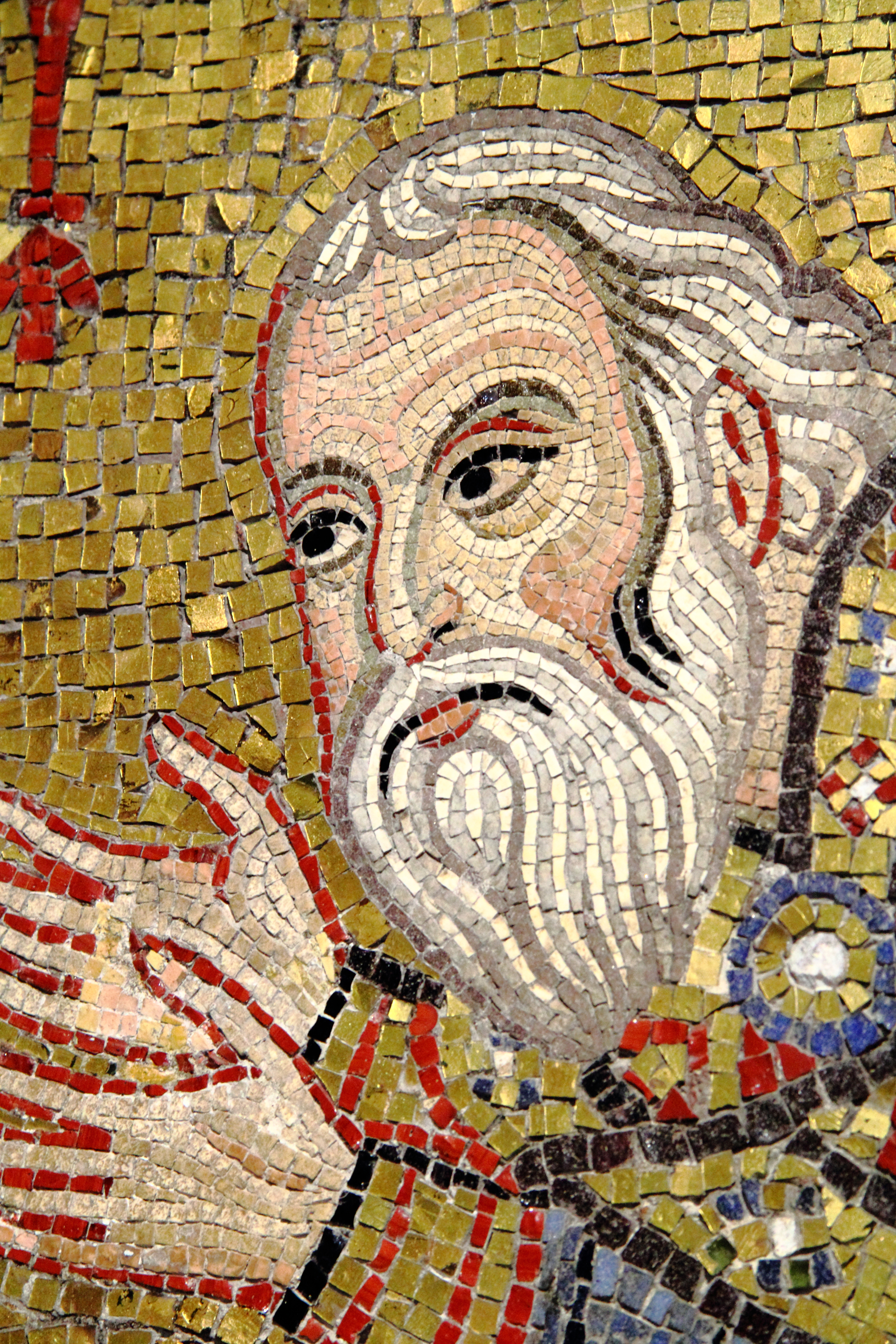
تصوير القائد جورج الأنطاكي في نسخة مصغرة من فسيفساء معاصرة، وهو يتعبد بخشوع للسيدة العذراء في النسخة الأصلية، بكنيسة سانتا ماريا ديل أميراجليو.

أدى دعم روجر للبابا المزيف أناكليتوس إلى انخراطه في صراعات استمرت عشر سنوات، نظم برنارد الكليرفوي مناصر البابا إنوسنت، تحالفًا ضد البابا المزيف وروجر ووصمه بأنه "ملك شبه وثني"، وانضم إلى التحالف كل من لويس السادس ملك فرنسا، وهنري الأول ملك إنجلترا، والإمبراطور لوثر الثالث، وفي تلك الأثناء، ثار جنوب إيطاليا عليه.
في عام 1130 تمردت دوقية أمالفي، وفي عام 1131 أرسل روجر الأميرال جون عبر مضيق ميسينا للانضمام إلى قوة ملكية في بوليا وكالابريا والزحف نحو أمالفي برًا، في حين حاصر جورج الأنطاكي المدينة بحرًا وأقام قاعدة بحرية في كابري، وسرعان ما استسلمت أمالفي.
وفي عام 1132 أرسل روجر روبرت الثاني أمير كابوا وصهره رانولف الثاني كونت أليفي إلى روما في استعراض للقوة دعمًا لأناكليتوس، أثناء غيابهما هربت ماتيلدا أخت روجر غير الشقيقة وزوجة رانولف إليه مدعيةً تعرضها للإساءة، وفي الوقت نفسه ضم روجر كونتية أفيلينو التابعة لشقيق رانولف، طالب رانولف باستعادة زوجته وكونتيته، لكن طلبه رُفض، فغادر إلى روما مخالفًا الأوامر، وتبعه روبرت.
بدأ روجر بالتعامل مع تمرد في بوليا، حيث هزم غريموالد أمير باري، وخلعه وعيّن مكانه ابنه الثاني تانكريد، وفي تلك الأثناء استولى روبرت ورانولف على بينيفينتو التابعة للبابوية، تحرك روجر لمواجهتهما، ولكنه هُزم في معركة نوسيرا في 25 يوليو 1132، واضطر للتراجع إلى ساليرنو.
وفي العام التالي نزل لوثر الثالث إلى روما لحضور تتويجه الإمبراطوري، التقى هناك بقادة المتمردين، لكنه لم يحظى بمساعدتهم نظرًا لصغر حجم قواته، وبعد مغادرة الإمبراطور، استغل روجر الانقسامات في صفوف خصومه، وبحلول يوليو 1134 تمكنت قواته من إجبار صهره رانولف، وسرجيوس، وزعماء التمرد الآخرين على الاستسلام، طُرد روبرت الثاني من كابوا، ونصّب روجر ابنه الثالث ألفونسو أميرًا عليها، كما منح ابنه البكر روجر لقب دوق بوليا.
في غضون ذلك حظي الهجوم المخطط له من قبل لوثر على روجر بدعم من جمهورية بيزا وجمهورية جنوة والإمبراطور البيزنطي يوحنا الثاني، إذ خشي كل منهم من تصاعد قوة المملكة النورمانية، وفي عام 1135، ألقى أسطول بيزا بقيادة أمير كابوا المنفي مرساته قبالة نابولي، وانضم رانولف إلى روبرت وسرجيوس هناك، متشجعًا بإشاعة من صقلية بأن روجر كان مريضًا جدًا أو قد توفي بالفعل، استولى المتمردون على قلعة أفيرسا وعدد من القلاع الأخرى، ولم تقاوم سوى كابوا تحت قيادة المستشار الملكي جوارين، في 5 يونيو، فاجأ روجر الجميع بهبوطه في ساليرنو، مما أثار دهشة كافة مقاطعات البر الرئيسي، انقسم الجيش الملكي إلى عدة فرق وغزا بسهولة أفيرسا وأليفي معقل رانولف، لجأ معظم المتمردين إلى نابولي التي حوصرت في يوليو، ولكن وعلى الرغم من الظروف الصحية المتردية داخل المدينة لم يتمكن روجر من اقتحامها، فعاد إلى ميسينا في أواخر ذلك العام.

#### الغزو الإمبراطوري
في عام 1136 نزل الجيش الإمبراطوري المنتظر بقيادة الإمبراطور لوثر الثالث ونسيبه هاينريش المعتز دوق بافاريا، إلى شبه الجزيرة الإيطالية دعمًا للمتمردين الثلاثة، تولّى هاينريش مع روبرت ورانولف، قيادة فرقة كبيرة لمحاصرة ساليرنو عاصمة المملكة في البر الرئيسي، في وقت بقي فيه روجر في صقلية، تاركًا حامياته في البرّ تحت قيادة مستشاره الإنجليزي روبرت، وقد تلقى الإمبراطور لوثر دعمًا ماديًا من الإمبراطور البيزنطي يوحنا الثاني كومنينوس، استسلمت ساليرنو سريعًا، وتقدّم الجيش الكبير من الألمان والنورمان المتمردين نحو أقصى جنوب بوليا، وفي يونيو 1137 حاصر لوثر مدينة باري واستولى عليها.
ثم في سان سيفيرينو وبعد حملة ناجحة توّج الإمبراطور والبابا رانولف دوقًا على بوليا في أغسطس من ذات العام، قبل أن يعود لوثر إلى ألمانيا، بعد تلاشي هذا الخطر الأكبر، نزل روجر بسرعة إلى كالابريا، وتحديدًا في تروبيا، مصطحبًا معه 400 فارس، ومعهم قوات أخرى يُرجّح أن معظمها من المسلمين، وبترحيب من أهالي ساليرنو، أعاد فرض سلطته على كامبانيا، وشنّ حملة نهب على بوتسولي وأليفي وكابوا وأفيلينو، وكما أجبر سرجيوس على الاعتراف به حاكمًا شرعيًا على نابولي، وتحويل ولائه لصالح أناكليتوس الثاني، ما مثّل سقوط دوقية نابولي المستقلة واندماجها النهائي في مملكة النورمان.
ومن هناك تقدّم روجر نحو بينيفينتو وشمال بوليا، حيث كان رانولف رغم فقدانه التدريجي لمعاقله، لا يزال يحتفظ بقوة ألمانية وبعض الدعم من نحو 1500 فارس من مدن ملفي وتراني وترويا وباري. وقد وصف هؤلاء بأنهم "مستعدون للموت على أن يعيشوا في بؤس"، وفي 30 أكتوبر 1137 وقعت معركة رينيانو قرب مونتي غارغانو، حيث التقى روجر الأصغر ووالده ويرافقهما سرجيوس بجيش رانولف، وانتهت المعركة بهزيمة قاسية، كانت أكبر هزيمة في مسيرته العسكرية، قُتل سرجيوس، وفرّ روجر إلى ساليرنو، وبهذا توّج رانولف مسيرته العسكرية بانتصارين حاسمين على روجر، ومع وفاة أناكليتوس الثاني في يناير 1138، رفض إنوسنت الثاني أي محاولة للمصالحة معه.
في ربيع عام 1138 غزا روجر إمارة كابوا بنيّة واضحة تتمثل في تجنّب معركة حاسمة، والسعي لتفكيك جيش رانولف من خلال سلسلة من الثغور عبر أراضٍ وعرة، وبينما تردّد كونت أليفي، استغلّ روجر الموقف، وبات مدعومًا من بينيفينتو، فدمّر قلاع المتمردين في المنطقة وغنم غنائم ضخمة، وفي أبريل 1139 قام إنوسنت الثاني بحرمانه كنسيًا أثناء المجمع اللاتراني الثاني، وأما رانولف الذي تحصّن في عاصمته ترويا، فقد مات في 30 أبريل 1139 متأثرًا بحمى الملاريا، أمر روجر بنبش جثمانه من كاتدرائية ترويا وألقى بها في الخندق، لكنه ندم لاحقًا على فعلته وأعاد دفنه بشكل لائق، وفي ظل وفاة سرجيوس السابع، انتُخب ابنه ألفونسو هوتفيل خلفًا له، فانطلق مع شقيقه روجر في حملة جديدة لغزو إقليم الأبروتسو.

#### توطيد الملكية
بعد وفاة البابا أناكليتوس الثاني في يناير 1138، سعى روجر الثاني للحصول على تأكيد رسمي للقب ملك صقلية من البابا إنوسنت الثاني، إلا أن البابا اشترط بقاء إمارة كابوا مستقلة كدولة عازلة بين مملكة صقلية والولايات البابوية، وهو ما رفضه روجر، في صيف عام 1139 قاد إنوسنت الثاني جيشًا كبيرًا لغزو المملكة، ولكنه وقع في كمين يوم 22 يوليو 1139 في جالوتشيو جنوب شرق كاسينو، حيث أُسره ابن روجر مع جميع قواته، بعد ثلاثة أيام وُقعت معاهدة مغناني التي اعترف فيها البابا بروجر الثاني باعتباره ملك صقلية ودوق بوليا وأمير كابوا، لم يتم تحديد حدود المملكة إلا لاحقًا عبر هدنة مع البابا في أكتوبر 1144، استمرت هذه الحدود لتشكل أساس مملكة صقلية اللاحقة والمعروفة بـ"مملكتي نابولي وصقلية" لمدة سبعة قرون.
في عام 1139 قررت مدينة باري التي كان عدد سكانها حوالي 50 ألف نسمة الاستسلام، بعد أن صمدت خلف أسوارها خلال الحروب السابقة، أُعدم أميرها جاكوينتوس الذي قاد ثورة المدينة مع العديد من أتباعه، بينما نجت المدينة من النهب، ولعلّ إعدام روجر للأمير ومستشاريه كان أعنف عمل قام به في حياته.
في حين تمكن أبناؤه من قمع بؤر المقاومة في البر الرئيسي، عاد روجر إلى باليرمو في 5 نوفمبر 1139 ليخطط لمشروع تشريعي كبير: قوانين أريانو، في محاولة لتنظيم إدارة ممتلكاته في جنوب إيطاليا وتحويلها إلى دولة موحدة ومتماسكة، وفي عام 1140 عاد لمتابعة تقدم أبنائه ثم توجه إلى أريانو التي أصبحت المدينة المركزية في ممتلكاته شبه الجزيرة والتي كانت مركزًا للتمرد في عهد أسلافه، وهناك أصدر عن القانون الذي نظم شؤون صقلية كافة، هذا التشريع منح الملك وإدارته سلطات مطلقة وقلص سلطة الإقطاعيين المتمردين في كثير من الأحيان، وخلال وجوده هناك مركّزًا سلطته، أعلن روجر عن عملة معيارية جديدة أطلق عليها اسم "الدوكات" نسبةً إلى دوقية بوليا.

### اقتصاد
هدفت إصلاحات روجر في القوانين والإدارة ليس فقط لتعزيز حكمه بل لتحسين الوضع الاقتصادي في صقلية وجنوب إيطاليا، بحيث كان "مهتمًا جدًا بجمع المال، لكنه لم يكن كان مبذرًا في إنفاقه".
في عام 1140 خلال اجتماعه في أريانو، قدّم عملة جديدة شملت فئات نقدية أصغر، لتسهيل التجارة مع بقية مناطق البحر المتوسط، ومع أن هذه العملة الجديدة جعلت التجارة على المدى الطويل أسهل، إلا أنها ضرت بالتجارة المحلية، مما أثار "الكراهية في أنحاء إيطاليا"، وبحلول خمسينيات القرن الثاني عشر لم تعد هذه العملة مستخدمة ثم اختفت بالكامل بعد ذلك بفترة وجيزة.
مع ذلك لم تمنع الجدل حول العملة ازدهار المملكة، فقد جمع روجر الثاني ثروة كبيرة ليس فقط من ممتلكاته الملكية، بل أيضًا من خلال حملاته العسكرية والمكافآت المالية الناتجة عنها، فعلى سبيل المثال: حصد الذهب والفضة من حملاته في بوليا عام 1133 واليونان عام 1147.
كانت الوضعية الجغرافية لصقلية في مركز البحر الأبيض المتوسط مواتية للتجارة مع أوروبا وشمال أفريقيا والشرق الأوسط، وكان القمح الصلب من أهم الصادرات وإلى جانب أغذية أخرى مثل الأجبان والفواكه المتسلقة، وعلى خلاف دول أخرى كانت لصقلية مكانة سياسية وعسكرية قوية، مما دعم وحمى تجارها إلى حد ما، وقد سمحت هذه المكانة بزيادة التجارة الداخلية وسوق أقوى، مما أدى إلى تطورات ملحوظة في الزراعة.

### حكم لاحق

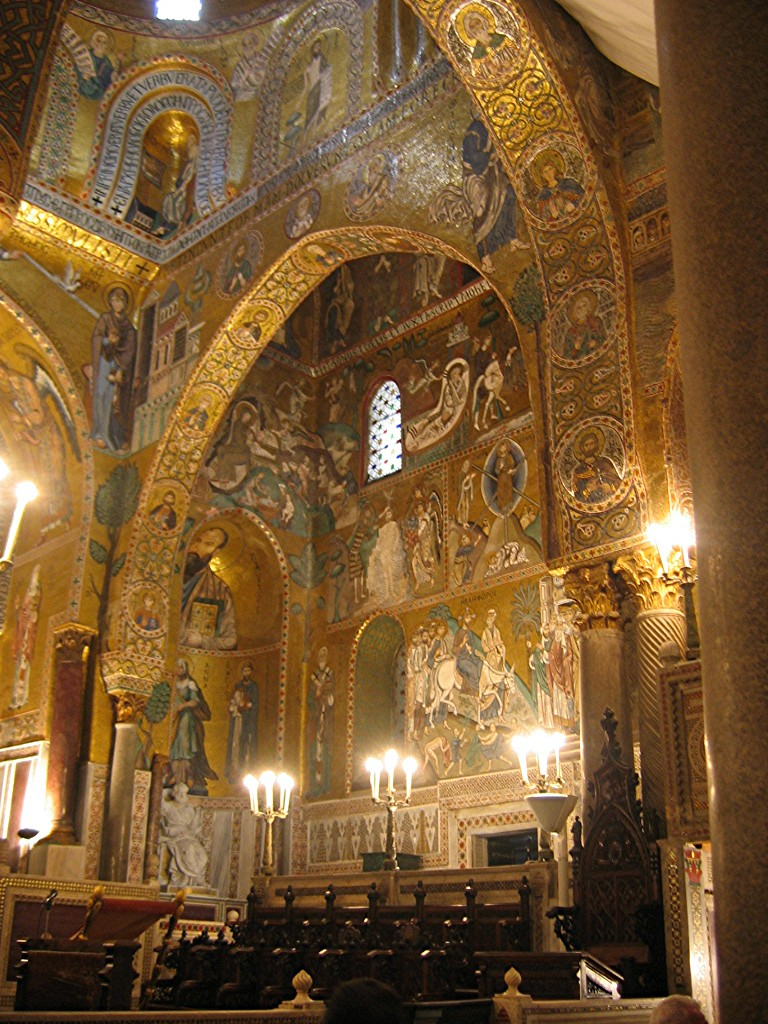
كنيسة كابيلا بالاتينا في باليرمو واحدة أروع الكنائس في عهده، بأبوابها النورمانية وأقواسها الساراسينية وقبتها البيزنطية، وسقفها المزين بالكتابات العربية.

روجر أصبح الآن واحدًا من أعظم الملوك في أوروبا، وفي باليرمو جمع حوله رجالًا مميزين من أعراق وثقافات متعددة، مثل الجغرافي العربي الشهير محمد الإدريسي والمؤرخ اليوناني البيزنطي نيلوس دوكساباتريس، أصبحت صقلية الواقعة في مركز البحر المتوسط ونقطة توقف طبيعية للمسافرين، كانت تُدار من قبل العديد من المجموعات المختلفة في تاريخها، ورُوجر رحب بالعلماء ومارس التسامح تجاه الأديان والعرقيات واللغات المتعددة في مملكته، ولإدارة مملكته، وظف العديد من اليونانيين والعرب، الذين تدربوا في تقاليد عريقة للحكم المركزي، خدمه رجال من عدة جنسيات مثل الإنجليزي توماس برون الذي كان قائد في الديوان الحكم، وفي الأسطول خدم اثنان من اليونانيين الأول: خرسدولس ثم جورج الأنطاكي، الذي عينه في عام 1132 في نصب أمير الأمراء يعتبر بمثابة الوزير الأول (الوزير)، (هذا اللقب أصبح فيما بعد الكلمة الإنجليزية أدميرال)؛ جعل روجر من صقلية القوة البحرية الرائدة في البحر المتوسط.

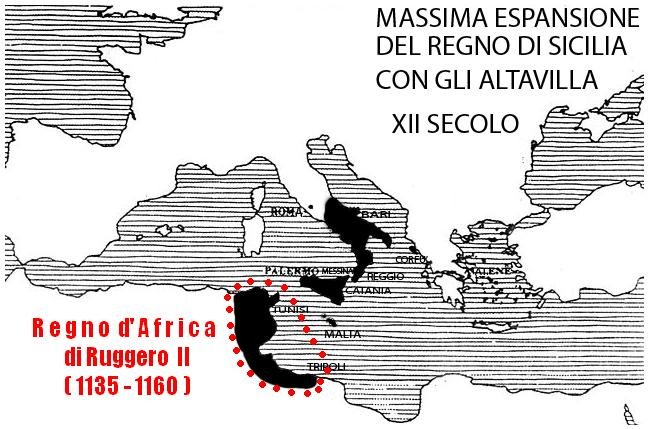
"مملكة أفريقيا" لروجر الثاني (Regno d'Africa) محددة باللون الأحمر

تكوّن أسطول قوي تحت قيادة عدة أدميرالات أو أمراء، وكان أقواهم جورج الذي خدم سابقًا الأمير المسلم في المهدية، وبفضل جهوده بشكل خاص تم تحقيق سلسلة من الغروات على الساحل الإفريقي (1146–1153)؛ بدأ روجر الثاني منذ 1135 في غزو ساحل تونس وتوسيع مملكته: فتم الاستيلاء على طرابلس في 1146 ورأس عنابة في 1148، إلا أن هذه الفتوحات ضاعت في عهد خليفته ويليام، ولهذا السبب لم تُشكّل هذه الأراضي يومًا جزءًا لا يتجزأ من مملكته، كما هو الحال في جنوب إيطاليا.
قدم الحملة الصليبية الثانية (1147–1148) لروجر فرصة لإحياء الهجمات على الإمبراطورية البيزنطية، العدو النورماني التقليدي في الشرق، وكما أتاح له بفضل الوكيل أمثال ثيودوين هو كاردينال كان حريصًا دومًا على مساندة الدعم للحملة الصليبية من فتح مراسلات بينه وبين كونراد الثالث ملك ألمانيا في محاولة لكسر تحالفه مع مانويل الأول كومنينوس، لم يشارك روجر بنفسه في أية حملة ضد البيزنطيين، بل سلّم دفة القيادة إلى قائده جورج، في 1147 أبحر جورج من أوترانتو مع سبعين سفينة لمهاجمة كورفو. وفقًا لنيكيتاس خونياس، ويرجع استسلام الجزيرة إلى مزيج من الرشاوى التي قدّمها جورج والاستياء المتزايد من الأعباء الضريبية التي فرضتها الحكومة الإمبراطورية، مما دفع السكان إلى استقبال النورمان كمحرّرين، ترك جورج حامية مكونة من 1000 رجل، ثم أبحر نحو بَلْبُونَس، حيث تعرضت أثينا للنهب، وانتقل سريعًا إلى الجزر الإيجيا، عاث خرابًا على طول سواحل أوبويا وخليج قورنثوس، وتوغّل حتى طيبة، حيث نهب مصانع الحرير، واقتاد النسّاجين المهرة المتخصصين في صناعة الحرير والديباج والدمشقي إلى باليرمو، ليُشكّلوا لاحقًا نواة صناعة الحرير الصقلية، واختتم جورج حملته بنهب قورنثوس حيث سُرقت آثار القديس ثيودور، ثم عاد إلى صقلية، ولكن في 1149 استعاد البيزنطيين السيطرة على جزيرة كورفو، فقام جورج بحملة عقابية ضد القسطنطينية، ولكنه لم يتمكن من الإنزال، واكتفى بإطلاق سهام نحو نوافذ القصر الإمبراطوري متحديًا الإمبراطور البيزنطي، ورغم هذا العمل، لم تخلف حملته أي تأثير دائم.
توفي روجر في باليرمو في 26 فبراير 1154 ودُفن في كاتدرائية باليرمو، وخلفه في الحكم ابنه الثالث ويليام.

## علاقته بالعرب

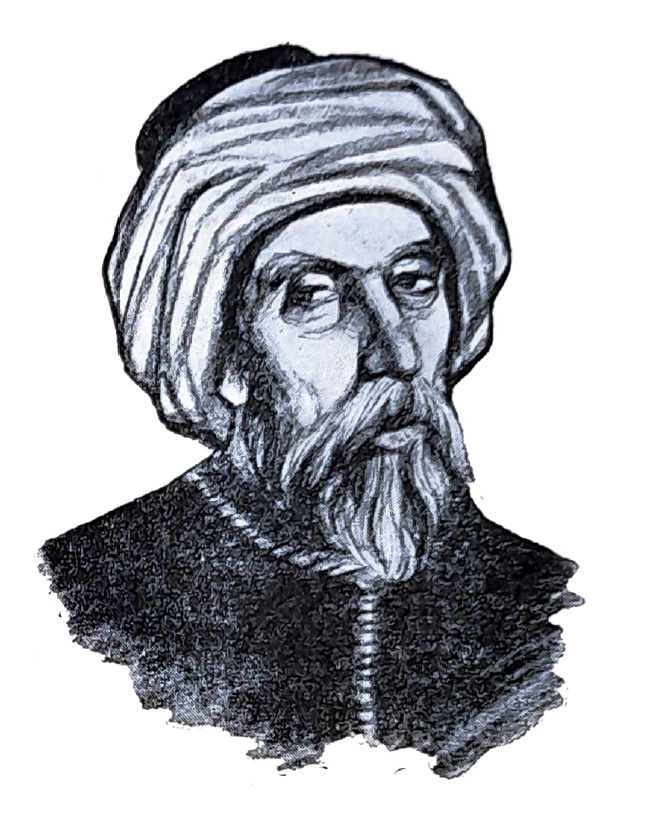
رسمٌ تخيُّليّ يُصوِّرُ الجُغرافي المُسلم أبا عبد الله مُحمَّد الإدريسي.

اختار الإدريسي الانتقال إلى صقلية بعد سقوط الحكومة الإسلامية، لأن الملك النورماني في ذلك الوقت «روجر الثاني» كان محبًا للمعرفة. شرح الإدريسي لروجر موقع الأرض في الفضاء مستخدمًا في ذلك البيضة لتمثيل الأرض، شبه الإدريسي الأرض بصفار البيضة المحاط ببياضها تماما كما تهيم الأرض في السماء محاطة بالمجرَّات.

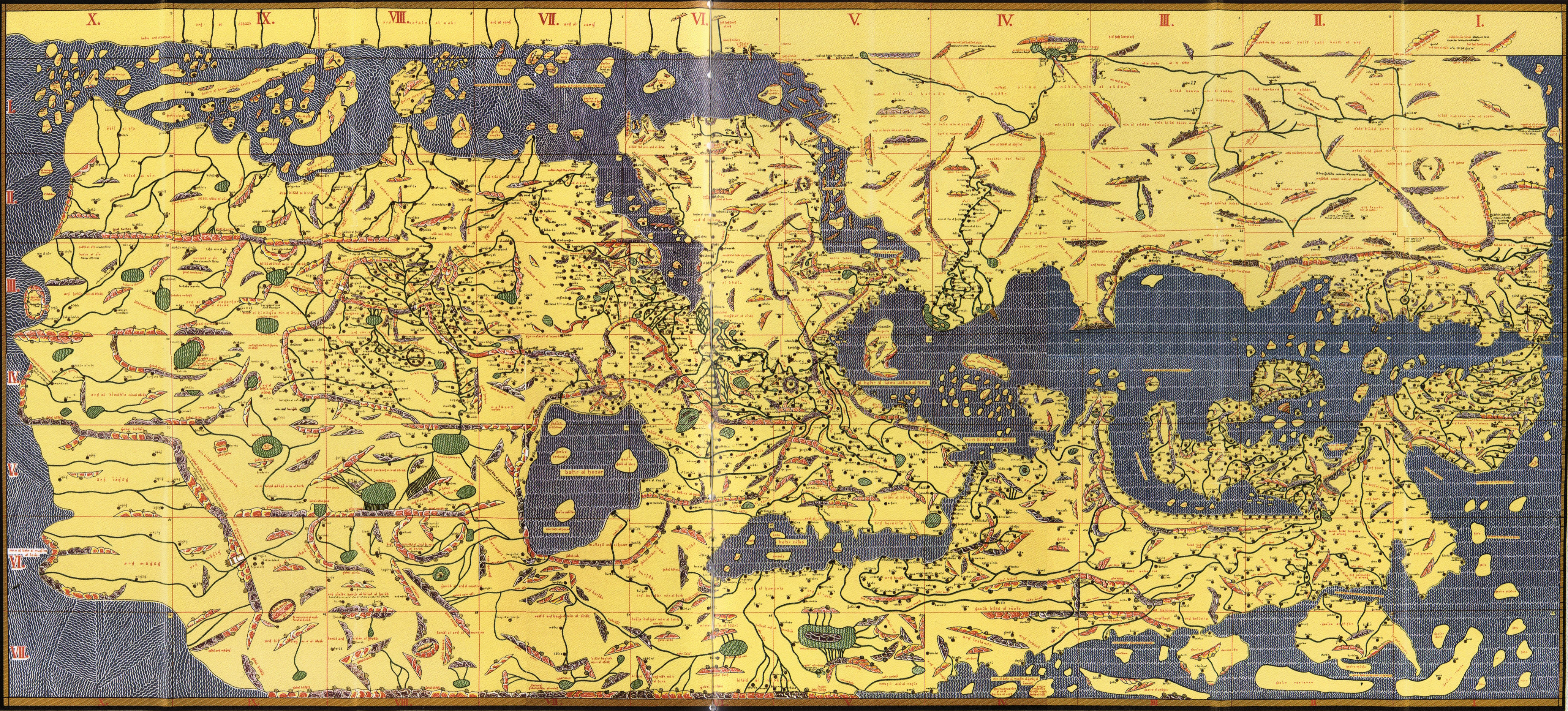
خريطة العالم القديمة رسمها محمد الإدريسي بتكليف من الملك رجار عام 1154، يقع الشمال في الأسفل، وهو عكس الاتفاقيات الخرائطية الحديثة.

يُعدّ روجر الثاني من أوائل حكّام أوروبا في العصور الوسطى الذين احتضنوا العلماء والفنانين من مختلف الثقافات، لا سيما العرب والمسلمين، إذ أنشأ في صقلية بلاطًا عالميًّا استقطب فيه شخصيات علمية بارزة. ومن أبرز هؤلاء كان الجغرافي والفلكي الشهير محمد الإدريسي الذي شكّل حضورُه في بلاط روجر نقطة تحول في تاريخ المعرفة الجغرافية، كلّفه الملك النورماني بتأليف أطلس جغرافي شامل عُرف باسم «نزهة المشتاق في اختراق الآفاق»؛ وهو عمل موسوعي جمع بين الدقة الجغرافية الإسلامية والطموح الأوروبي لاكتشاف العالم، وقد خلّف تأثيرًا بارزًا على تطوّر الفكر الجغرافي في أوروبا لعصور تالية، ويُذكر أنّ الإدريسي قدّم تصورًا مبتكرًا لشكل الأرض، حيث شبهها ببيضة يغمر نصفها في الماء، في هذا التصور يمثل النصف الطافي من البيضة العالم المعروف الذي نعيش فيه، بينما يغمر النصف الآخر بالماء كناية عن المناطق غير المعروفة أو المحيطة بالمحيطات، وقد لاقت هذه الصورة رواجًا كبيرًا بين الفنانين ورسامِي الخرائط فخلال العصور الوسطى، واستُخدمت كأداة تصويرية استمرت قرونًا، خاصة في سياق دعم تمثيلات كونية مبسطة للأرض ضمن الإطار الجغرافي القديم.
تُشير المراجع العربية المعاصرة إلى أن روجر الثاني لم يكن مجرد حاكم عسكري، بل كان راعيًا للعلم والعلوم الإسلامية، متمثلاً في دعمه للإدريسي وغيره من العلماء العرب، الذين وفر لهم بيئة مستقرة ومشجعة على العمل والإبداع، وكما يتجلى التسامح الديني والسياسي الذي تبناه روجر في السماح للمسلمين بأداء شعائرهم بكل حرية واحتفاظ بمؤسساتهم الدينية، وهو ما مكنه من تعزيز استقرار مملكته ذات التركيبة المتعددة الأعراق والأديان.
وفي الجانب العسكري اعتمد روجر على خبرات وجنود من خلفيات مسلمة وعربية في قواته البحرية والبرية، حيث أضفت هذه الخبرات تقنيات وأساليب قتالية مستمدة من العالم الإسلامي وخاصة في حملات البحر المتوسط، وكما لعبت جيوشه الإسلامية دورًا مهمًا في حملات التوسعية التي شنها روجر على السواحل الأفريقية، حيث أسست مملكة صقلية ما عرف بـ«المملكة الإفريقية» لفترة وجيزة، ويرى عدد من المؤرخين العرب أن هذه الخطوة لم تكن فقط توسعية، بل كانت أيضًا تعبيرًا عن امتزاج القوى البحرية والثقافية بين صقلية وشمال أفريقيا.
من جهة أخرى كان الإدريسي مرتبطًا بشكل وثيق بالملك حيث كان مستشارًا له في القضايا الجغرافية والسياسية، ورافقه في جلسات البلاط التي جمعت نخبة المثقفين والعلماء من مختلف الثقافات، وقد شهدت هذه الفترة ازدهارًا في العلوم والخرائط التي جمعت بين التراث الإسلامي والمعرفة الأوروبية، مما ساهم في نقل ثقافة علمية رائدة إلى أوروبا.
تُبرز المراجع العربية أيضًا الدور الإداري الذي لعبه المسلمون في بلاط روجر، حيث شاركوا في الإدارة والمالية والقضاء، مع حفاظهم على هويتهم الثقافية والدينية، وقد ساعد هذا التعدد الثقافي على إرساء نظام حكم فعّال ومتسامح، مكن صقلية من أن تصبح مركزًا اقتصاديًا وعلميًا مزدهرًا.
بالإضافة إلى ذلك لم يقتصر التعاون بين روجر والمسلمين على الجانب العلمي فقط، بل شمل أيضًا التبادل العسكري، حيث استُخدمت الخبرات الإسلامية في تحسين الأساطيل البحرية وتنظيم الجيوش، وهو ما مكّن روجر من تحقيق تفوق بحري على منافسيه في البحر المتوسط.

الإدريسي في قاعة روجر الثاني مع حشد من الوجهاء والأمراء وهو بشرح كروية الأرض.

## الأسرة

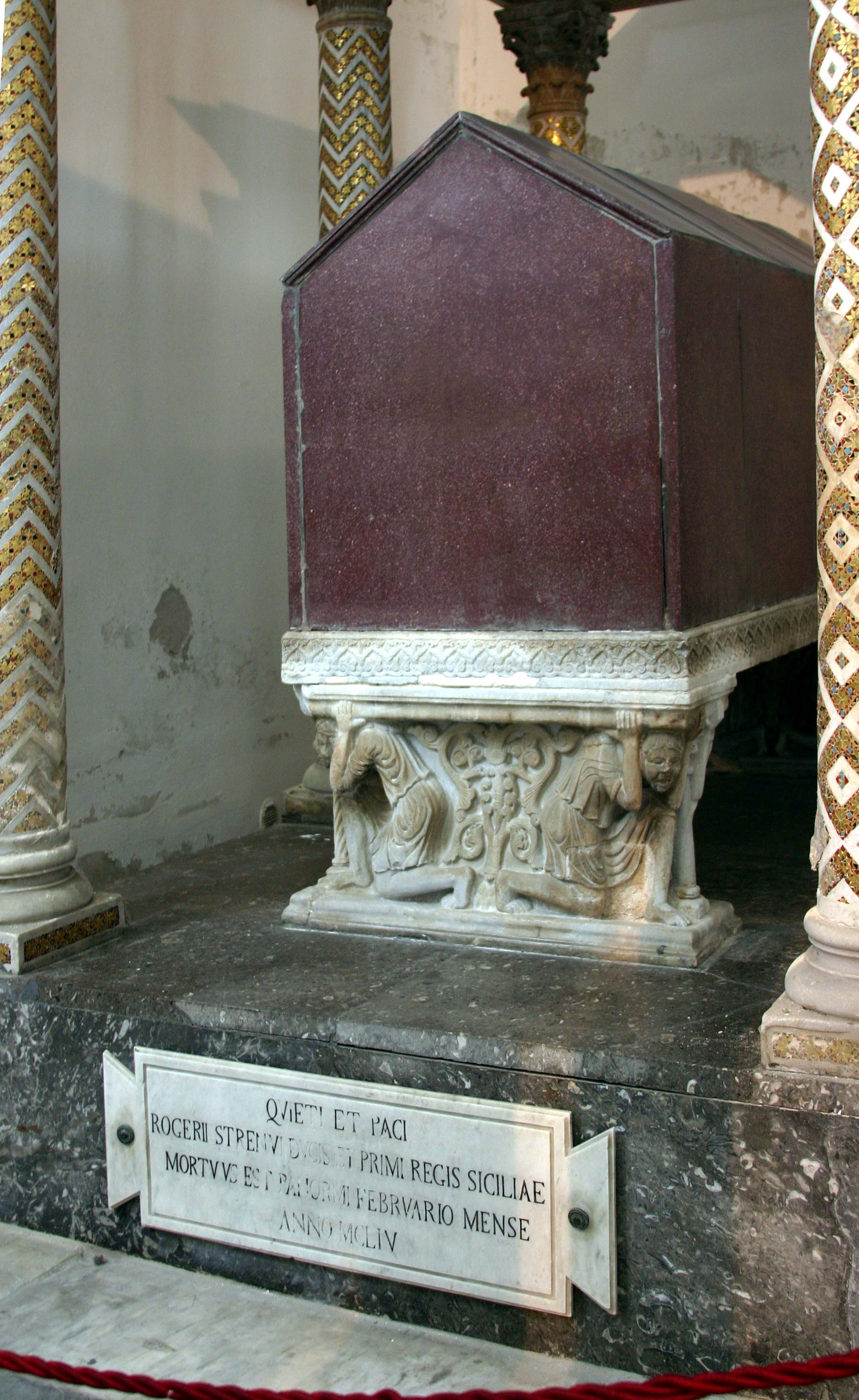
قبر روجر في كاتدرائية باليرمو

في 1117 تزوج روجر الأول من إلبيرة الليونية ابنة الملك ألفونسو السادس ملك قشتالة وليون وزوجته الرابعة إيزابيلا، وعندما توفيت انتشرت الشائعات بأن روجر قد توفي أيضًا، إذ إن حزنه جعله يعتزل الناس، وأنجبت له ستة أطفال:
- روجر الثالث (1118 – 12 مايو 1148)؛ كان ولي العهد، أصبح دوق بوليا منذ 1135، وربما أيضًا كونت ليتشي.
- تانكريد (1120–1138)؛ أمير باري منذ 1135.
- ويليام الأول ملك صقلية (1120/1121 – 7 مايو 1166)؛ خليفته، دوق بوليا منذ 1148.[44]
- ألفونسو (1122 – 10 أكتوبر 1144)؛ أمير كابوا منذ 1135 ودوق نابولي.
- أدليزيا (1126 - بعد 1184)؛ دوقة فلورنسا الحاكمة. تزوجت أولًا من جوسلين كونت لوريتو، ثم من روبرت الثالث كونت لوريتيلو.
- هنري (1130 - 1143)؛ أمير تارانتو.

كان زواجه الثاني في عام 1149 من سيبيلا ابنة هيو الثاني دوق برغونية. وأنجبت له طفلين:
- هنري (29 أغسطس 1149 – تُوفي صغيرًا).
- ابن ميت (16 سبتمبر 1150).[45]

كان زواجه الثالث في عام 1151 من بياتريس الريثلية قريبة بلدوين الثاني ملك بيت المقدس، وأنجبت ابنة واحدة:
- كونستانس (وُلدت بعد وفاته، 2 نوفمبر 1154 – 28 نوفمبر 1198)؛[45] تزوجت الإمبراطور هاينريش السادس وأصبحت لاحقًا ملكة صقلية، ولهما ابن وحيد الإمبراطور فريدرش الثاني أصبح أيضا ملك صقلية، مؤسساً سلالة جديدة.[46]

كان لروجر أيضًا خمسة أبناء غير شرعيين معروفين أشهر: سيمون، الذي أصبح أمير تارانتو منذ 1144.

## النسب
| \| \| \| \| \| \| \| \| \| \| \| \| \| \| \| \| \| \| \| \| 4. تانكريد هوتفيل \| \| \| \| \| \| \| \| \| \| \| \| \| \| \| \| \| \| \| \| \| \| \| \| \| \| \| \| \| \| \| \| \| \| \| \| \| \| \| \| \| \| \| \| \| \| \| \| \| \| \| \| \| \| 2. روجر الأول كونت صقلية \| \| \| \| \| \| \| \| \| \| \| \| \| \| \| \| \| \| \| \| \| \| \| \| \| \| \| \| \| \| \| \| \| \| \| \| \| \| \| \| \| \| \| \| \| \| \| \| \| \| \| \| \| \| 5. فريسيندا \| \| \| \| \| \| \| \| \| \| \| \| \| \| \| \| \| \| \| \| \| \| \| \| \| \| \| \| \| \| \| \| \| \| \| \| \| \| \| \| \| \| \| \| \| \| \| \| \| \| \| \| \| \| 1. روجر الثاني ملك صقلية \| \| \| \| \| \| \| \| \| \| \| \| \| \| \| \| \| \| \| \| \| \| \| \| \| \| \| \| \| \| \| \| \| \| \| \| \| \| \| \| \| \| \| \| \| \| \| \| \| \| \| \| \| \| 6. مانفريدو الفاستي ماركيز سافونا \| \| \| \| \| \| \| \| \| \| \| \| \| \| \| \| \| \| \| \| \| \| \| \| \| \| \| \| \| \| \| \| \| \| \| \| \| \| \| \| \| \| \| \| \| \| \| \| \| \| \| \| \| \| 3. أديلايد الفاستية \| \| \| \| \| \| \| \| \| \| \| \| \| \| \| \| \| \| \| \| \| \| \| \| \| \| \| \| \| \| \| \| \| \| \| \| \| \| \| \| \| \| \| \| \| \| \| \| \| \| \| \| |                                   |  |  |  |  |  |  |  |  |  |  |  |  |  |  |  |
| |                                   |  |  |  |  |  |  |  |  |  |  |  |  |  |  |  |
| | 4. تانكريد هوتفيل                 |  |  |  |  |  |  |  |  |  |  |  |  |  |  |  |
| |                                   |  |  |  |  |  |  |  |  |  |  |  |  |  |  |  |
| |                                   |  |  |  |  |  |  |  |  |  |  |  |  |  |  |  |
| | 2. روجر الأول كونت صقلية          |  |  |  |  |  |  |  |  |  |  |  |  |  |  |  |
| |                                   |  |  |  |  |  |  |  |  |  |  |  |  |  |  |  |
| |                                   |  |  |  |  |  |  |  |  |  |  |  |  |  |  |  |
| | 5. فريسيندا                       |  |  |  |  |  |  |  |  |  |  |  |  |  |  |  |
| |                                   |  |  |  |  |  |  |  |  |  |  |  |  |  |  |  |
| |                                   |  |  |  |  |  |  |  |  |  |  |  |  |  |  |  |
| | 1. روجر الثاني ملك صقلية          |  |  |  |  |  |  |  |  |  |  |  |  |  |  |  |
| |                                   |  |  |  |  |  |  |  |  |  |  |  |  |  |  |  |
| |                                   |  |  |  |  |  |  |  |  |  |  |  |  |  |  |  |
| | 6. مانفريدو الفاستي ماركيز سافونا |  |  |  |  |  |  |  |  |  |  |  |  |  |  |  |
| |                                   |  |  |  |  |  |  |  |  |  |  |  |  |  |  |  |
| |                                   |  |  |  |  |  |  |  |  |  |  |  |  |  |  |  |
| | 3. أديلايد الفاستية               |  |  |  |  |  |  |  |  |  |  |  |  |  |  |  |
| |                                   |  |  |  |  |  |  |  |  |  |  |  |  |  |  |  |
| |                                   |  |  |  |  |  |  |  |  |  |  |  |  |  |  |  |